# Cerapus calamicola
Cerapus calamicola is een vlokreeftensoort uit de familie van de Ischyroceridae. De wetenschappelijke naam van de soort is voor het eerst geldig gepubliceerd in 1885 door Giles.